# Dysphania minervaria
Dysphania minervaria är en fjärilsart som beskrevs av Achille Guenée 1857. Dysphania minervaria ingår i släktet Dysphania och familjen mätare. Inga underarter finns listade i Catalogue of Life.